# 毛魚臭木
毛魚臭木（学名：Premna odorata）为馬鞭草科臭魚木屬下的一个种。

## 扩展阅读
- 維基物種上的相關：毛魚臭木